# 和気産業
和気産業株式会社（わきさんぎょう、英称：Waki Sangyo.Co.,Ltd.）は、大阪府東大阪市に本社を置く、各種DIY用品の製造販売をおこなう企業である。

## 概要
創業者の和気信行が1922年（大正11年）に、大阪で琺瑯やアルミニウムなどの家庭用金物製品を取り扱う卸問屋として「和気信行商店」を創業する。間もなくして第二次世界大戦の到来により、一時休業を余儀なくされるも、戦後再開すると、1952年（昭和27年）に改組。1967年（昭和42年）には、和気信行の次男・博史が当時開催されていたモントリオール万国博覧会のイギリス館で目にした、日曜大工コーナーの盛況に目の当たりにし、DIYの時代に対応すべく日曜大工専門企業への変革を図る。
日本のDIY業界における草分け的存在の企業として、その名を知られると共に、日曜大工用品のみならず、日曜大工用品の古い概念から脱皮する、DIY時代に相応しいオリジナル商品の開発にも力を入れ、DIY専門商社に転身すると共に、現在はユーザの視点に立ったモノの生産を研究する、社外商品研究所の開設や、同サービスをベースにしたコンサルティング事業などに力を入れてもいる。

## 沿革
- 1922年7月 - 大阪市福島区上福島で和気信行商店を創業。
- 1946年1月 - 大阪市東成区に事務所を移転。
- 1952年12月 - 株式会社和気商店を設立。
- 1959年7月 - 販路拡大に伴い、生協スーパー部を創設。
- 1967年1月 - 「INDIAN」を商標登録し、本格的に日曜大工（DIY）用品の取扱を開始。東大阪市金物町に本社を新築移転。
  - 2月-現社名に変更。
- 1969年12月 - 八尾市に環状線商品センターを開設
- 1970年4月 - オフィスセンターとして本社隣接地に1号館、東京営業所をそれぞれ開設。
- 1973年11月 - 東京営業所を東京支店に変更し、事務所を移転
- 1975年10月 - 本社隣接地に3号館を開設。
- 1976年3月 - 福岡営業所を開設。
- 1977年3月 - 現在地に移転、同時に新本社内にショウルームを開設。
- 1980年4月 - 東京支店を浦和市（現さいたま市）に移転し、東日本物流センターを開設。
- 1981年12月 - CI（コーポレイトアイデンティティ）を導入。
- 1982年4月 - 福岡営業所を福岡支店に変更。
- 1983年4月 -「IDEAMAN」を商標登録
- 1987年4月 - 台湾に合弁会社を設立
- 1989年3月 - 仙台営業所を開設
  - 4月 - 滋賀物流管理センターを開設。
- 1996年2月 - 滋賀物流管理センターを増築。
- 1998年3月 - 福岡支店を拡張移転
  - 4月 - 愛知県春日井市に中部営業所を開設
- 1999年11月 - 株式会社アイアイを設立
- 2000年7月 - 滋賀県蒲生郡に中部店を開設、中部営業所を名古屋営業所に改称
- 2001年10月 - 東京支店を新築移転し、新物流システムを導入。
  - 12月 - 株式会社ウエイクを設立。
- 2005年7月 - DIY専門ショップ「e-classy！」をインターネットに開設